# Eduardo Yáñez Zavala
Eduardo Yáñez Zavala (Santiago, 15 de abril de 1903-ibídem, 5 de julio de 1983) fue un militar, político y jinete chileno.
Estudió en la Escuela Militar y después de una destacada carrera, fue general de brigada en 1953 y luego general de división. Ocupó cargos políticos, como ministro del Trabajo y de Obras Públicas durante el segundo gobierno del presidente Carlos Ibáñez del Campo, y fue el embajador de Chile en Países Bajos.

## Carrera deportiva
Fue un destacado equitador en las décadas de 1930 y 1940, cuando era conocido como «El Maestro». Obtuvo cinco veces el Gran Premio de Equitación de Madison Square Garden en Nueva York, Estados Unidos.
Fue reconocido internacionalmente como gran deportista, respetado juez internacional y ejemplar dirigente. Se desempeñó como maestro en la Escuela de Caballería de Quillota. Fue instructor del Instituto Ecuestre de Adiestramiento de Alemania. Presidió las federaciones ecuestre y de pentatlón en Chile.
Perteneció a una generación destacada de equitadores chilenos como Óscar Cristi, Ricardo Echeverría, Alberto Larraguibel, César Mendoza y Hernán Vigil.

## Homenajes
Fue condecorado por el rey de Suecia.
El 2 de octubre de 1981, reunido en la ciudad alemana de Baden-Baden, el Comité Olímpico Internacional lo distinguió como el «mejor jinete del mundo», equivalente al «mejor equitador de la historia», el principal premio que ha recibido un deportista chileno.
En la ciudad de Valdivia (Chile), una población lleva su nombre desde el año 1986.